# Festuca saurica
Festuca saurica är en gräsart som beskrevs av Evgenii Borisovich Alexeev. Festuca saurica ingår i släktet svinglar, och familjen gräs. Inga underarter finns listade i Catalogue of Life.